# ارنیک
ارنیک (به انگلیسی: Erenik) رودخانه‌ای به‌طول ۵۱ کیلومتر است که در کوزوو جریان دارد.